# 黒田徳米
黒田 徳米（くろだ とくべい、1886年10月17日 - 1987年5月15日）は、日本の博物学者・貝類学者。日本の貝類研究の第一人者。日本で初めての貝類総目録を完成させ、日本貝類学会の創設者の一人でもある。発見した貝の新種は650種に及ぶ。

## 経歴
兵庫県三原郡福良浦（現：南あわじ市福良向谷）出身。学歴は小学校卒業のみである。1901年（明治34年）、京都の平瀬與一郎の丁稚奉公をしながら、彼の貝類の研究を手伝う。1919年（大正8年）、平瀬貝類博物館閉鎖に伴い、2年間にわたって残務処理を行う。1921年京都帝国大学助手。1928年（昭和3年）、日本貝類学会の創設にかかわり、のち会長となる。日本産貝類の分布や種類をあきらかにし、「日本産海棲貝類目録」などを刊行した。1937年（昭和12年）に台北帝国大学助手。1940年（昭和20年）免官、京都帝国大学理学嘱託。1944年（昭和19年）資源科学研究所嘱託。1946年（昭和21年）に連合国軍最高司令官総司令部天然資源局技術顧問となり、1947年（昭和22年）に京都帝国大学より博士号をうける（「日本産陸棲貝類の分布並に分類に関する研究」）。
1950年（昭和25年）3月31日、故郷の福良町内に昭和天皇の戦後巡幸があり、夫人とともに天皇に拝謁する機会を得た。1952年（昭和27年）より京都大学研究員になった。
1956年（昭和31年）4月5日、京都大宮御所に行幸中の昭和天皇に日本貝類学会会長として招かれ、貝についての説明を行った。

## 論文
- 国立情報学研究所収録論文 国立情報学研究所